# Schlotheimia asperrima
Schlotheimia asperrima är en bladmossart som beskrevs av Brotherus 1918. Schlotheimia asperrima ingår i släktet Schlotheimia och familjen Orthotrichaceae. Inga underarter finns listade i Catalogue of Life.